# 科雷馬低地
科雷馬低地（俄语：Колымская низменность）是俄羅斯的平原，位於薩哈共和國西北部阿拉澤亞河、大丘科奇亞河和科雷馬河流域，平均海拔高度約100米，受亞北極氣候影響，壤土深度約120米。